# 返還國會運動
返還國會運動，又稱反反服貿運動，2014年3月在台灣出現的反對太陽花學運的數個行動的總稱，這些行動的訴求略有差異，包括反反服貿、反太陽花學運佔據立法院、反學運部分訴求（退回服貿、先立法再審查、召開公民憲政會議）。

## 參與團體
- 白色正義社會聯盟：根據其臉書粉絲專頁，該團體於3月24日由25個人發起[4]，之後有8人於在台北車站前，持標語及國旗向民眾推廣尋求支持。3月29日與警察眷屬、中國國民黨台北市議員、中國國民黨全國青年工作總會舉辦「康乃馨運動」，4月9日下午3時許，聚集9人在自由廣場靜坐，表示將以接力方式靜坐、禁食至13日，以表達反對學運佔領立法院、行政院，對服貿不表示看法。發言人為吳勇鋒[5][6]。
- 警察眷屬與警友：發起「康乃馨運動」，希望反服貿學生早日結束占據立法院行動，集合地點在北一女中[7]。
- 中國國民黨全國青年工作總會：在立法院附近的台北商業技術學院前，號召千名青年手持康乃馨[8]。
- 台灣勞工福利聯盟：為由數名工會理事長為支持張安樂，於2014年4月1日至立法院抗議太陽花學運、未取得工會內部共識、以個人名義聚集、臨時取的團體名稱。成員包括台北捷運工會理事長王裕文、航空工會聯合會理事長李昭平、台北市旅遊業工會理事長馬潮、臺北自來水事業處企業工會理事長羅煥禎，以及台北市總工會理事長蔡宏駿等。召集人為王裕文。雖然成員均為工會理事長，但強調是以個人名義反反服貿[9]。詳見張安樂國會示威事件。
- 公民正義聯盟：4月6日下午聚集近百名民眾，至學運佔領的立法院向學運成員抗議。反對除了學運初期提出的「由立法院逐條審查服貿」以外的其他訴求（如退回服貿、先立法再審查、召開公民憲政會議），並認為這些訴求與服貿議題無關。主要代表為孫健萍[10]。
- 台灣向上青年陣線：與公民正義聯盟於4月6日共同行動[11]。
- 中華統一促進黨總裁張安樂：4月1日與勞工團體等群眾前往立法院周圍，企圖進入議場向占領立法院的學生喊話，立法院實施只出不進，使得張安樂最終未進入立法院，而站上宣傳車批評綠營立委、民進黨與反服貿群眾[12]。

## 發起活動
- 「我們人民忍受夠了！支持鎮暴逮捕現行犯！不再姑息假借學生之名破壞民主法治！你參加我們嗎？請留言支持！」4800人參與，陳強熙主辦。[13]
- 「感謝有你，支持服貿、台灣向上的聲音不再潛水！即刻加入！」1900人參與，陳強熙主辦。[14]
- 【還我國會 白色正義 全民站出來】白色正義社會聯盟官方活動。[15]

返還國會運動參加者當中，對於是否支持兩岸服務貿易協議的簽訂與實施，並未有一致看法，目的不是選擇要支持服貿還是反對服貿。在尊重公民發聲權利的前提下，其焦點是擺在學生占據立法院，損害了國民的權益，畢竟反服貿的意見不能代表全民，立法院卻是全民共有的，呼籲占據立法院者能改以合理且合法的方式表達訴求，即支持民主、尊重法治，為求學運退場，恢復原本的行政秩序。另外返還國會運動也希望此次活動能單純以和平、合法、理性、公正，規範參與者不要攜帶與任何帶有政治色彩的物件參加，以白色衣物為活動象徵，也宣導避免以服貿相關字眼作為標語，引起更多衝突。

## 外部連結
- （繁體中文） 白色正義社會聯盟 （页面存档备份，存于）. 臉書社群
- （繁體中文） 感謝有你，支持服貿、台灣向上的聲音不再潛水！即刻加入！. 臉書社群
- （繁體中文） 白色正義集結車站 訴求退出國會 （页面存档备份，存于）